# Kosuke Ota
Kosuke Ota (født 23. juli 1987) er en japansk fodboldspiller.

## Japans fodboldlandshold
| Japans landshold | Japans landshold | Japans landshold |
| År               | Kmp              | Mål              |
| ---------------- | ---------------- | ---------------- |
| 2010             | 1                | 0                |
| 2011             | 0                | 0                |
| 2012             | 0                | 0                |
| 2013             | 0                | 0                |
| 2014             | 3                | 0                |
| 2015             | 3                | 0                |
| Total            | 7                | 0                |